# 닛산 GT-R
닛산 GT-R(Nissan GT-R)은 닛산 자동차에서 2007년부터 생산 중인 스포츠카이다.

### 1세대 (2007~현재)

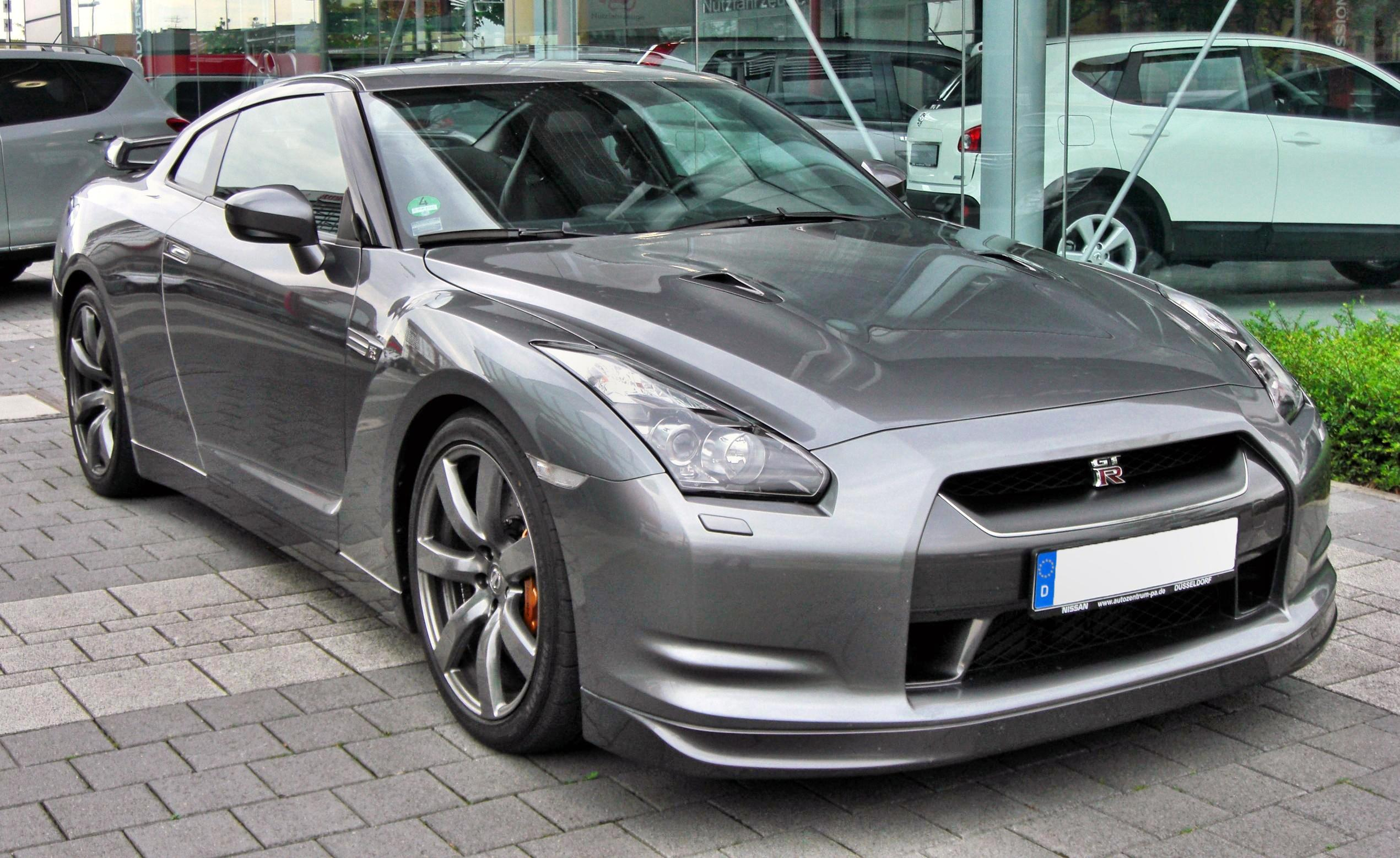
닛산 GT-R (전기형) 정측면

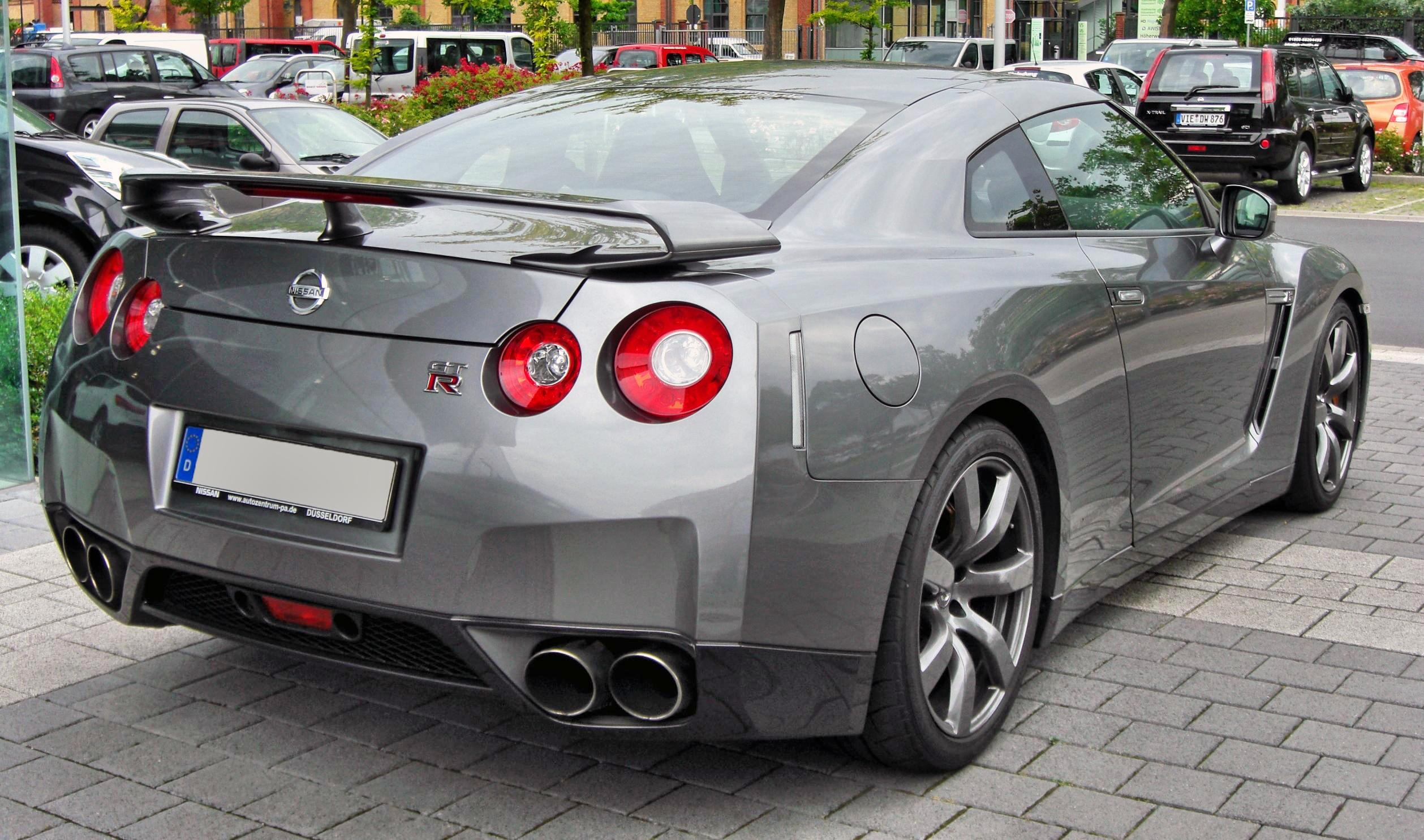
닛산 GT-R (전기형) 후측면

2000년부터 개발을 시작하였으며, 코드 네임은 CBA-R35이다. 스카이라인 시절에는 BNR이라는 코드 네임을 사용하였으나, 스카이라인과 독립함에 따라 CBA라는 별도의 명칭을 얻었다. 원래는 스카이라인의 고성능 버전이었으나, 2007년에 새로 출시하면서 별도의 차종으로 독립했다. 2001년에 개최된 도쿄 모터쇼를 통해 1차 프로토 타입 모델이 선보였고, 2005년에 개최된 도쿄 모터쇼에서는 2차 프로토 타입이 공개되었다. 2009년에는 고성능 버전인 스펙 V 트림이 선보였다. 2010년에는 부분 변경을 거쳤으며, 2013년에 LED 데이라이트를 장착한 2014년형이 선보였다. 그 해에는 100대 한정 판매 트림이자, 짙은 보라색으로 치장한 미드나잇 오팔을 내놓았고, 이듬해인 2015년에 GT-R의 출시 45주년을 기념하여 45주년 기념 트림을 내놓기도 했다. 대한민국에는 2009년 7월 14일부터 정식으로 수입하기 시작하였으며, 연간 35대만 한정 판매했으나 2016년에 수입이 중단됐다. 참고로 GT-R의 홍보대사이기도 한 우사인 볼트가 금색으로 특수 제작된 GT-R(볼트 골드 에디션)을 보유하고 있다.

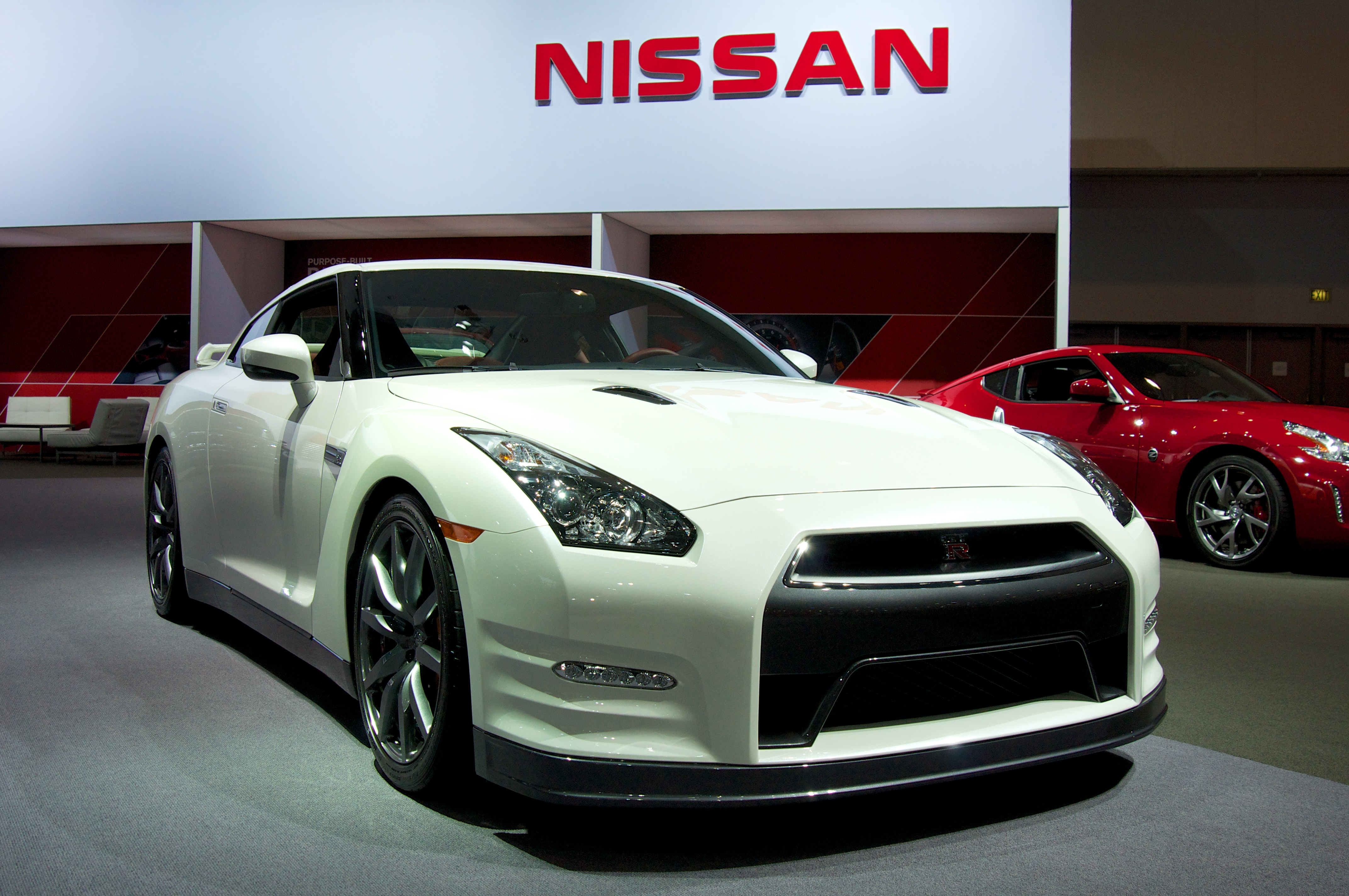
닛산 GT-R (중기형) 정측면
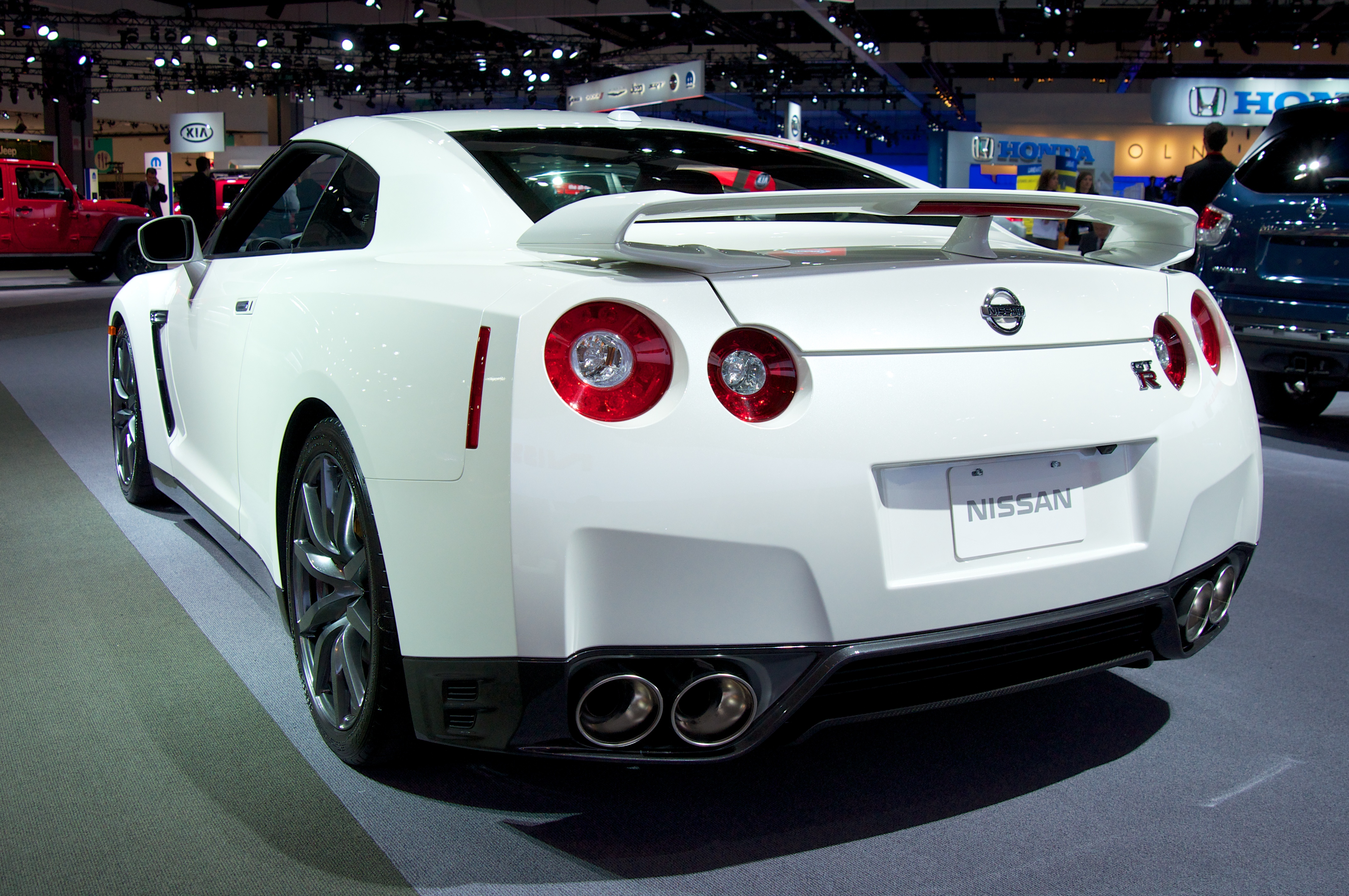
닛산 GT-R (중기형) 후측면
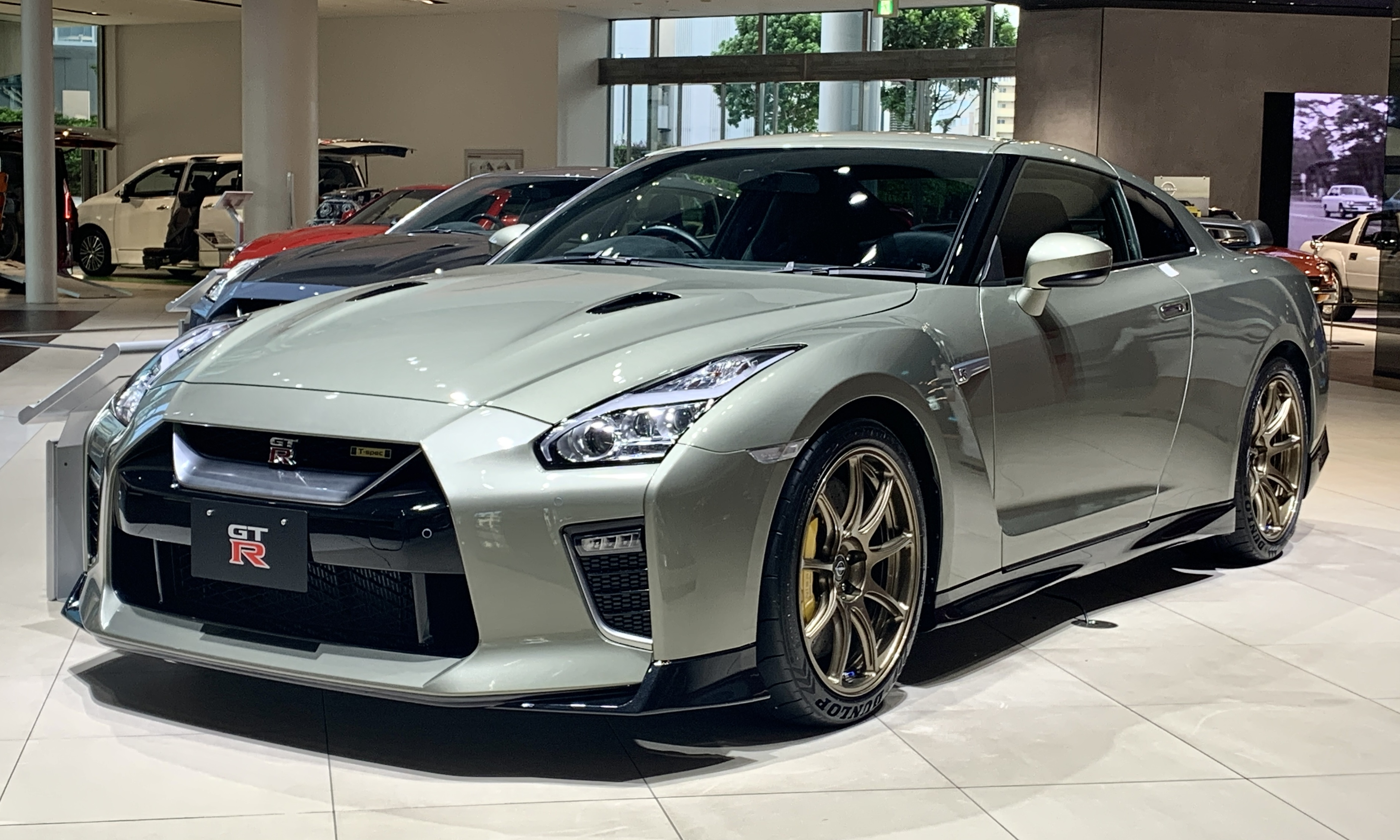
닛산 GT-R (후기형) 정측면
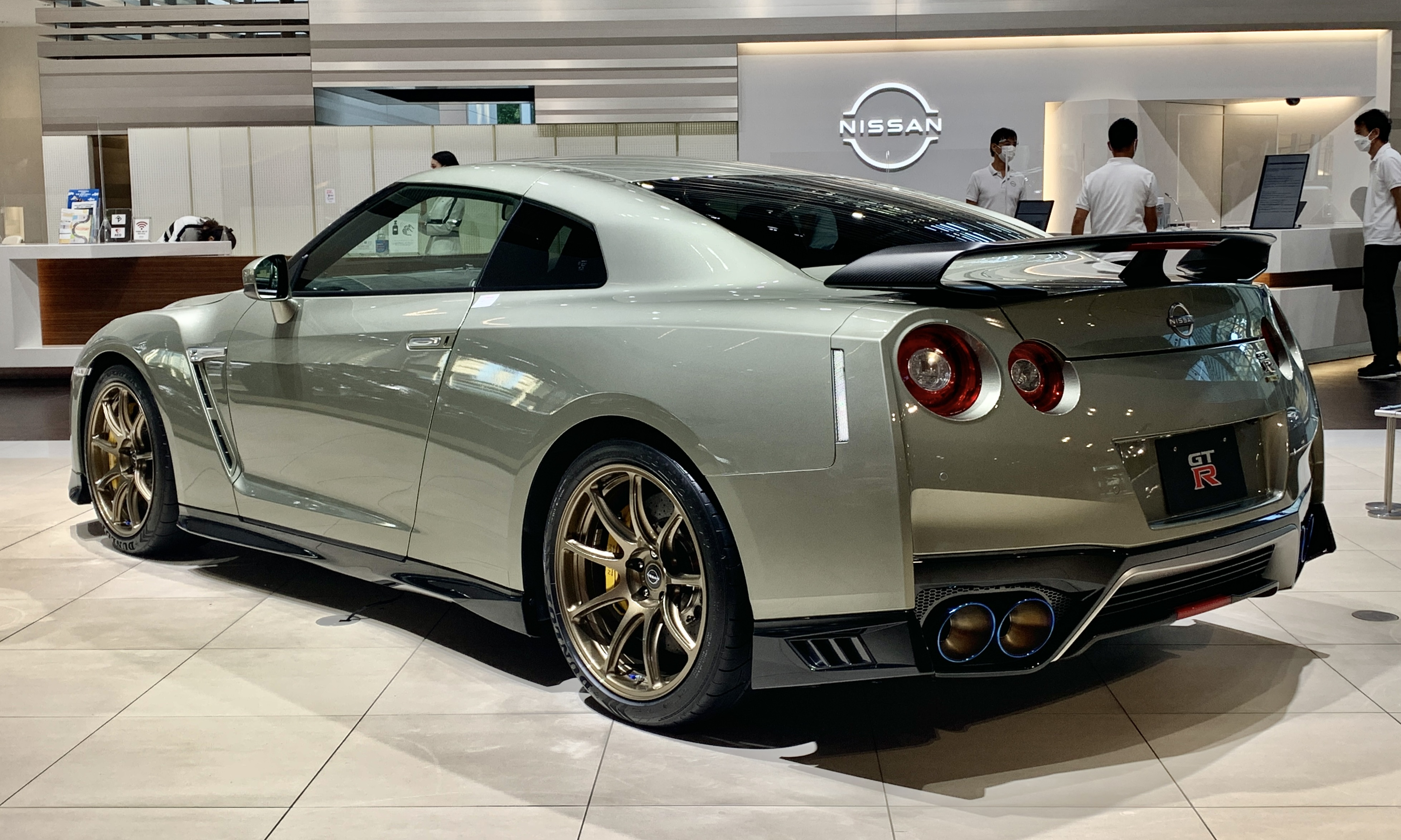
닛산 GT-R (후기형) 후측면
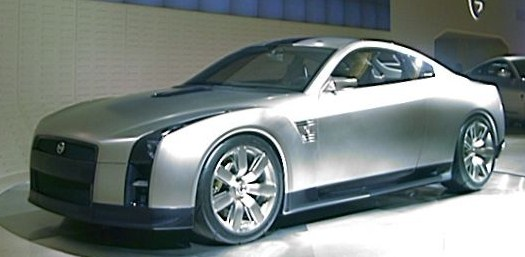
닛산 GT-R 컨셉트카 정측면 (2001년)
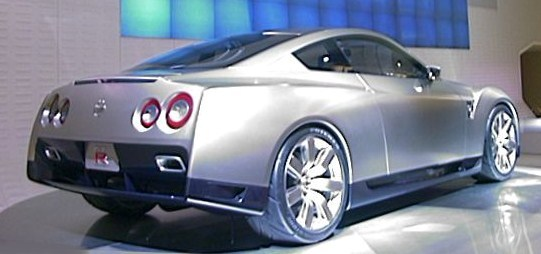
닛산 GT-R 컨셉트카 후측면 (2001년)
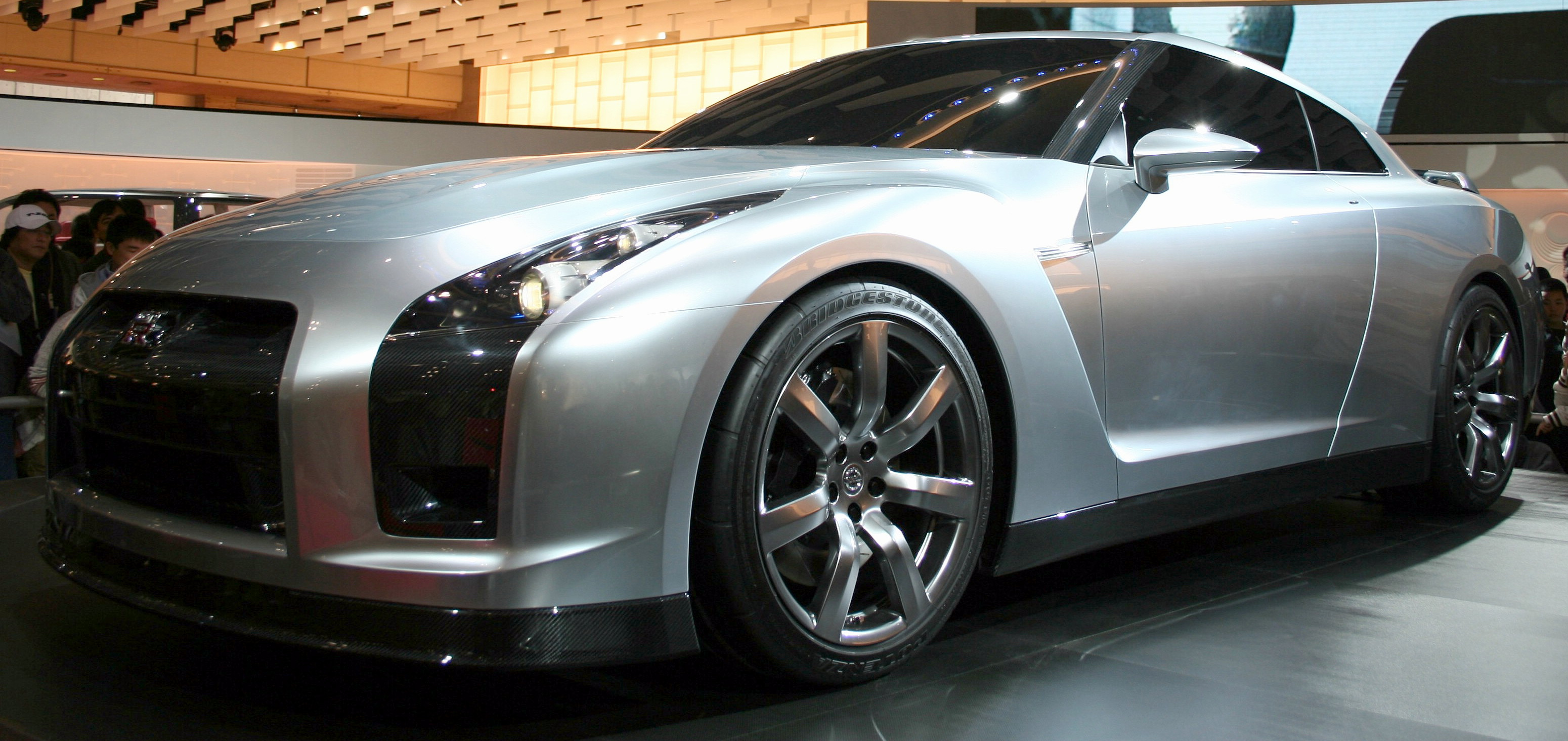
닛산 GT-R 컨셉트카 정측면 (2005년)
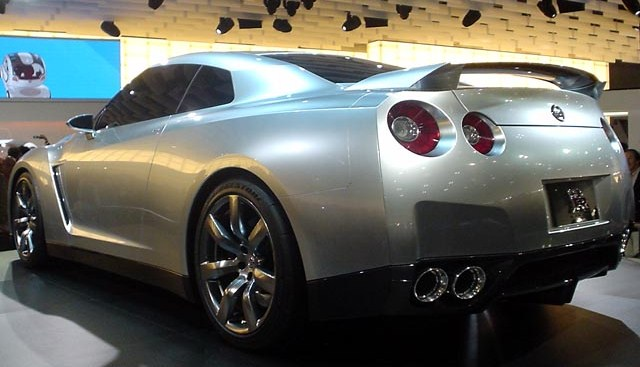
닛산 GT-R 컨셉트카 후측면 (2005년)
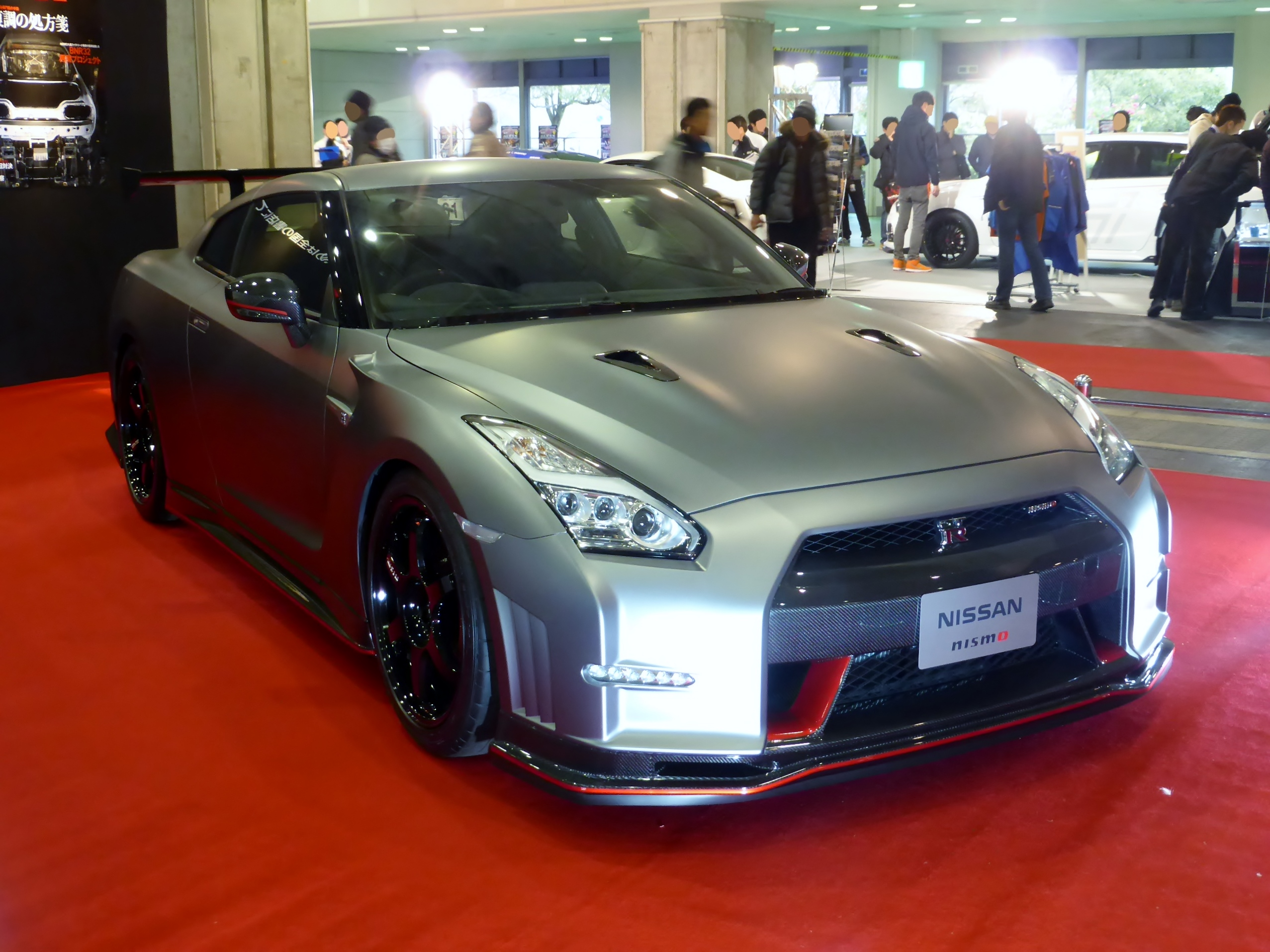
닛산 GT-R 니스모 정측면
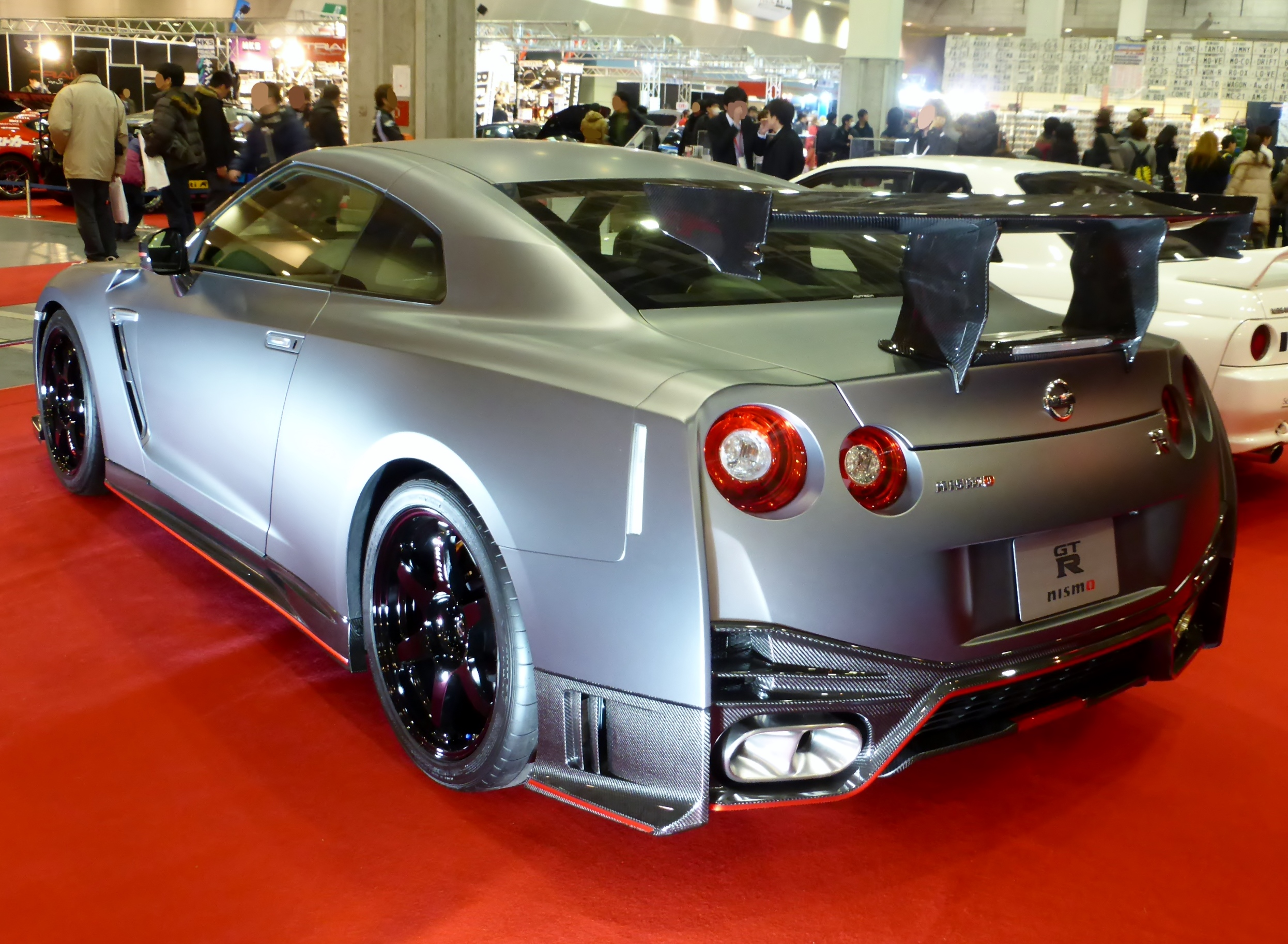
닛산 GT-R 니스모 후측면

### 제원
| 구분                 | V6 3.8ℓ DOHC                        | V6 3.8ℓ DOHC Nismo                  |
| -------------------- | ----------------------------------- | ----------------------------------- |
| 전장 (mm)            | 4,670                               | 4,680                               |
| 전폭 (mm)            | 1,895                               | 1,895                               |
| 전고 (mm)            | 1,370(트랙 에디션 : 1,360)          | 1,370(트랙 에디션 : 1,360)          |
| 축거 (mm)            | 2,780                               | 2,780                               |
| 승차 정원            | 4명(Spec V, 클럽 트랙 에디션은 2명) | 4명(Spec V, 클럽 트랙 에디션은 2명) |
| 변속기               | 6단 DCT                             | 6단 DCT                             |
| 서스펜션 (전/후)     | 더블 위시본/멀티 링크               | 더블 위시본/멀티 링크               |
| 구동 형식            | 4륜구동                             | 4륜구동                             |
| 연료                 | 프리미엄 가솔린                     | 프리미엄 가솔린                     |
| 배기량 (cc)          | 3,779                               | 3,779                               |
| 최고 출력 (ps/rpm)   | 550/6,400                           | 600/6,800                           |
| 최대 토크 (kg*m/rpm) | 64.5/3,200~5,800                    | 66.5/3,600~5,600                    |

## 각종 미디어에서의 등장

### 비디오 게임에서의 등장
- 3D운전교실 NPC차량
- 니드 포 스피드 시리즈
- 포르자 모터스포츠 시리즈
- 포르자 호라이즌 시리즈
- 그란 투리스모 시리즈
- 더 크루 시리즈
- 아스팔트 시리즈(모바일)
- 로블록스 사우스웨스트 플로리다 베타

### 만화에서의 등장
- 명탐정 코난 시리즈
- 명탐정 코난에 나오는 이형사
- (치코)형사의 차

## 모형화
레고에서 스피드 챔피언으로 니스모 모델을 모형화 하였는데, 대한민국에서 일본 상품 불매운동이 벌어진 당시에 출시되어 대한민국에서의 인기가 적은 편이 되었다.
트랜스포머 알터니티로 옵티머스 프라임이 GT-R로 변신한다. 적군인 메가트론은 같은 닛산의 페어레이디 Z로 변신한다.
다이아로보의 변신 로봇으로도 발매되었다. 29번~31번까지 출시되었으며, 현재는 단종되었다.